# Lista över fornlämningar i Linköpings kommun (Västerlösa)
Lista över fornlämningar i Linköpings kommun (Västerlösa) är en förteckning av ett urval av de fornlämningar som finns i Västerlösa i Linköpings kommun.
| Namn            | Lämningstyp                 | Tillkomsttid | Historisk indelning      | Plats | Läge                 | ID-nr          | Bild                                 |
| --------------- | --------------------------- | ------------ | ------------------------ | ----- | -------------------- | -------------- | ------------------------------------ |
| Västerlösa 1:1  | Grav markerad av sten/block |              | Västerlösa, Östergötland |       | 58.430920, 15.387204 | 10053200010001 | Ladda upp en bild av detta fornminne |
| Västerlösa 4:1  | Stensättning                |              | Västerlösa, Östergötland |       | 58.407834, 15.304279 | 10053200040001 | Ladda upp en bild av detta fornminne |
| Västerlösa 8:1  | Hög                         |              | Västerlösa, Östergötland |       | 58.431990, 15.376262 | 10053200080001 | Ladda upp en bild av detta fornminne |
| Västerlösa 9:2  | Hög                         |              | Västerlösa, Östergötland |       | 58.441969, 15.371981 | 10053200090002 | Ladda upp en bild av detta fornminne |
| Västerlösa 9:3  | Stensättning                |              | Västerlösa, Östergötland |       | 58.442105, 15.371830 | 10053200090003 | Ladda upp en bild av detta fornminne |
| Västerlösa 12:1 | Runristning                 |              | Västerlösa, Östergötland |       | 58.429912, 15.367838 | 10053200120001 | Ladda upp en bild av detta fornminne |
| Västerlösa 13:1 | Runristning                 |              | Västerlösa, Östergötland |       | 58.421321, 15.347028 | 10053200130001 | Ladda upp en bild av detta fornminne |
| Västerlösa 14:1 | Gravfält                    |              | Västerlösa, Östergötland |       | 58.417661, 15.363455 | 10053200140001 | Ladda upp en bild av detta fornminne |
| Västerlösa 15:1 | Gravfält                    |              | Västerlösa, Östergötland |       | 58.416798, 15.365183 | 10053200150001 | Ladda upp en bild av detta fornminne |
| Västerlösa 16:1 | Gravfält                    |              | Västerlösa, Östergötland |       | 58.416405, 15.359615 | 10053200160001 | Ladda upp en bild av detta fornminne |
| Västerlösa 20:1 | Stensättning                |              | Västerlösa, Östergötland |       | 58.412438, 15.315539 | 10053200200001 | Ladda upp en bild av detta fornminne |
| Västerlösa 20:2 | Stensättning                |              | Västerlösa, Östergötland |       | 58.412444, 15.315761 | 10053200200002 | Ladda upp en bild av detta fornminne |
| Västerlösa 20:3 | Stensättning                |              | Västerlösa, Östergötland |       | 58.412338, 15.315559 | 10053200200003 | Ladda upp en bild av detta fornminne |
| Västerlösa 21:1 | Stensättning                |              | Västerlösa, Östergötland |       | 58.412966, 15.318502 | 10053200210001 | Ladda upp en bild av detta fornminne |
| Västerlösa 21:2 | Stensättning                |              | Västerlösa, Östergötland |       | 58.412708, 15.318593 | 10053200210002 | Ladda upp en bild av detta fornminne |
| Västerlösa 21:3 | Stensättning                |              | Västerlösa, Östergötland |       | 58.412636, 15.318383 | 10053200210003 | Ladda upp en bild av detta fornminne |
| Västerlösa 22:1 | Stensättning                |              | Västerlösa, Östergötland |       | 58.406587, 15.308122 | 10053200220001 | Ladda upp en bild av detta fornminne |
| Västerlösa 22:2 | Stensättning                |              | Västerlösa, Östergötland |       | 58.406621, 15.308364 | 10053200220002 | Ladda upp en bild av detta fornminne |
| Västerlösa 22:3 | Stensättning                |              | Västerlösa, Östergötland |       | 58.406490, 15.308283 | 10053200220003 | Ladda upp en bild av detta fornminne |
| Västerlösa 23:1 | Stensättning                |              | Västerlösa, Östergötland |       | 58.408353, 15.311538 | 10053200230001 | Ladda upp en bild av detta fornminne |
| Västerlösa 24:1 | Stensättning                |              | Västerlösa, Östergötland |       | 58.406687, 15.315811 | 10053200240001 | Ladda upp en bild av detta fornminne |
| Västerlösa 28:1 | Gravfält                    |              | Västerlösa, Östergötland |       | 58.396814, 15.308341 | 10053200280001 | Ladda upp en bild av detta fornminne |
| Västerlösa 29:1 | Gravfält                    |              | Västerlösa, Östergötland |       | 58.397527, 15.308369 | 10053200290001 | Ladda upp en bild av detta fornminne |
| Västerlösa 30:1 | Gravfält                    |              | Västerlösa, Östergötland |       | 58.398309, 15.307880 | 10053200300001 | Ladda upp en bild av detta fornminne |
| Västerlösa 31:1 | Stensättning                |              | Västerlösa, Östergötland |       | 58.398184, 15.306164 | 10053200310001 | Ladda upp en bild av detta fornminne |
| Västerlösa 31:2 | Stensättning                |              | Västerlösa, Östergötland |       | 58.397980, 15.306284 | 10053200310002 | Ladda upp en bild av detta fornminne |
| Västerlösa 32:1 | Stensättning                |              | Västerlösa, Östergötland |       | 58.398660, 15.286234 | 10053200320001 | Ladda upp en bild av detta fornminne |
| Västerlösa 32:2 | Stensättning                |              | Västerlösa, Östergötland |       | 58.398728, 15.285842 | 10053200320002 | Ladda upp en bild av detta fornminne |
| Västerlösa 33:1 | Stensättning                |              | Västerlösa, Östergötland |       | 58.399372, 15.276889 | 10053200330001 | Ladda upp en bild av detta fornminne |
| Västerlösa 34:1 | Stensättning                |              | Västerlösa, Östergötland |       | 58.399768, 15.276779 | 10053200340001 | Ladda upp en bild av detta fornminne |
| Västerlösa 34:2 | Stensättning                |              | Västerlösa, Östergötland |       | 58.400059, 15.276974 | 10053200340002 | Ladda upp en bild av detta fornminne |
| Västerlösa 34:3 | Stensättning                |              | Västerlösa, Östergötland |       | 58.400228, 15.276934 | 10053200340003 | Ladda upp en bild av detta fornminne |
| Västerlösa 35:1 | Gravfält                    |              | Västerlösa, Östergötland |       | 58.401302, 15.271530 | 10053200350001 | Ladda upp en bild av detta fornminne |
| Västerlösa 36:1 | Gravfält                    |              | Västerlösa, Östergötland |       | 58.402374, 15.272315 | 10053200360001 | Ladda upp en bild av detta fornminne |
| Västerlösa 37:1 | Stensättning                |              | Västerlösa, Östergötland |       | 58.406444, 15.296535 | 10053200370001 | Ladda upp en bild av detta fornminne |
| Västerlösa 37:2 | Stensättning                |              | Västerlösa, Östergötland |       | 58.406595, 15.296591 | 10053200370002 | Ladda upp en bild av detta fornminne |
| Västerlösa 38:1 | Stensättning                |              | Västerlösa, Östergötland |       | 58.406159, 15.296220 | 10053200380001 | Ladda upp en bild av detta fornminne |
| Västerlösa 43:1 | Hög                         |              | Västerlösa, Östergötland |       | 58.430472, 15.377018 | 10053200430001 | Ladda upp en bild av detta fornminne |
| Västerlösa 44:1 | Stensättning                |              | Västerlösa, Östergötland |       | 58.439507, 15.371573 | 10053200440001 | Ladda upp en bild av detta fornminne |
| Västerlösa 46:1 | Stensättning                |              | Västerlösa, Östergötland |       | 58.439787, 15.376038 | 10053200460001 | Ladda upp en bild av detta fornminne |
| Västerlösa 48:1 | Stensättning                |              | Västerlösa, Östergötland |       | 58.440455, 15.374693 | 10053200480001 | Ladda upp en bild av detta fornminne |
| Västerlösa 48:2 | Grav markerad av sten/block |              | Västerlösa, Östergötland |       | 58.440455, 15.374693 | 10053200480002 | Ladda upp en bild av detta fornminne |
| Västerlösa 54:1 | Stensättning                |              | Västerlösa, Östergötland |       | 58.412706, 15.319650 | 10053200540001 | Ladda upp en bild av detta fornminne |
| Västerlösa 60:1 | Stensättning                |              | Västerlösa, Östergötland |       | 58.406899, 15.308809 | 10053200600001 | Ladda upp en bild av detta fornminne |
| Västerlösa 61:1 | Stensättning                |              | Västerlösa, Östergötland |       | 58.397742, 15.306522 | 10053200610001 | Ladda upp en bild av detta fornminne |
| Västerlösa 76:1 | Stensättning                |              | Västerlösa, Östergötland |       | 58.404605, 15.314506 | 10053200760001 | Ladda upp en bild av detta fornminne |
| Västerlösa 82:1 | Stensättning                |              | Västerlösa, Östergötland |       | 58.444607, 15.374779 | 10053200820001 | Ladda upp en bild av detta fornminne |
| Västerlösa 83:1 | Gravfält                    |              | Västerlösa, Östergötland |       | 58.444157, 15.376208 | 10053200830001 | Ladda upp en bild av detta fornminne |
| Västerlösa 85:1 | Stensättning                |              | Västerlösa, Östergötland |       | 58.439442, 15.379098 | 10053200850001 | Ladda upp en bild av detta fornminne |
| Västerlösa 86:1 | Stensättning                |              | Västerlösa, Östergötland |       | 58.440504, 15.380219 | 10053200860001 | Ladda upp en bild av detta fornminne |
| Västerlösa 87:1 | Stensättning                |              | Västerlösa, Östergötland |       | 58.441006, 15.379572 | 10053200870001 | Ladda upp en bild av detta fornminne |
| Västerlösa 87:2 | Stensättning                |              | Västerlösa, Östergötland |       | 58.441171, 15.379639 | 10053200870002 | Ladda upp en bild av detta fornminne |
| Västerlösa 88:1 | Grav- och boplatsområde     |              | Västerlösa, Östergötland |       | 58.421612, 15.343927 | 10053200880001 | Ladda upp en bild av detta fornminne |